# Höj dig du moln
Höj dig du moln är en sångext av Isak Wilhelm Vikman (född 22 oktober 1875 i Nikkala i Nedertorneå, död 8 juli 1934).
Den finska originaltiteln Nouse jo pilvi verinen.
Översatt till svenska av Elis Sjövall. Den svenska texten är upphovsskyddad till och med år 2052.

## Publicerad i
- Sions Sånger (Laestadius) 1981, som nummer 18 under rubriken "Från Getsemane till Golgata".